# ناثان بارسونز
ناثان بارسونز (بالإنجليزية: Nathan Parsons)‏ هو ممثل أسترالي وأمريكي، ولد في 16 يونيو 1988 في أستراليا.

## أعمال

### أفلام
- (2007) أسنان
- (2011) رفيقة السكن[4]
- (2016) حيوان أليف

### مسلسلات
- المستشفى العام

## وصلات خارجية
- ناثان بارسونز على موقع IMDb (الإنجليزية)
- ناثان بارسونز على موقع روتن توميتوز (الإنجليزية)
- ناثان بارسونز على موقع ألو سيني (الفرنسية)
- ناثان بارسونز على موقع أول موفي (الإنجليزية)
- ناثان بارسونز على موقع قاعدة بيانات الفيلم (الإنجليزية)